# Liste des races porcines de France
Le cheptel porcin de France compte 15 millions de têtes (2003). Le Bureau des ressources génétiques recense actuellement (2005) 36 races en France qu'on peut classer en trois groupes principaux.

## Races de base
- Large white
- Landrace français
- Piétrain
- Duroc

## Races nouvellement créées par les fermes spécialisées
Ces races sont obtenues par des croisements successifs et par la sélection jusqu'à en fixer les caractères définitifs permettant de les classer comme race à part entière. Ce sont ces animaux que l'on trouve dans les élevages de production. Les races de base les plus utilisées pour les croisements sont : le Large white, le Landrace français, le Piétrain, le Duroc ainsi que les races chinoises qui sont très intéressantes pour leur prolificité et leurs qualités maternelles; 

## Races locales bénéficiant d'un programme de conservation
- Cul noir limousin
- Pie noir du Pays basque (Kintoa)
- Porc blanc de l'Ouest
- Porc de Bayeux
- Porc gascon (dont le porc noir de Bigorre)
- Porc de Corse (porcu nustrale)
- Créole de Guadeloupe

## Races locales anciennes aujourd'hui disparues
Certains auteurs anciens parlent de races de porc alors qu'il s'agit le plus souvent, soit de variétés géographiques, soit de populations métisses. Rappelons qu'on ne devrait vraiment parler de race, que si tous les individus du groupe possèdent un ensemble de caractères communs biens définis, transmissibles par hérédité.

### Races à oreilles tombantes
- Race craonnaise
- Race Normande
- Porc de Miélan
- Races de Loches et de Montmorillon[1]
- Race bretonne
- Race lorraine
- Race boulonnaise, race flamande
- Race de Bourdeaux ou drômoise

### Races à oreilles dressées ou horizontales
- Race périgourdine
- Race de Cazères
- Race béarnaise
- Race marseillaise
- Race bressanne

## La liste officielle des races en France
La liste des races des espèces porcines reconnues a fait l'objet d'un arrêté du 27 février 2018 .
Cette liste précise celles qui sont des races locales et les races menacées d'être perdues pour l'agriculture : 
- Races reconnues : Créole de Guadeloupe (cochon Planche) ; Cul Noir Limousin (Porc de Saint-Yrieix, Périgourdin, Cul Noir, Limousin, Porc aux 2 écus) ; Duroc ; Gascon (Gasconne) ; Landrace Français (Landrace) ; Large White ; Mei-Shan (Chinois) ; Nustrale (Corse) ; Pie Noir du Pays Basque (Basque, Bigourdan, Béarnais, Basco-Béarnais, Navarrin) ; Piétrain ; Porc Blanc de l'Ouest ; Porc de Bayeux.
- Races locales : créole de Guadeloupe, Cul Noir Limousin, Gascon, Nustrale, Pie Noir du Pays Basque, Porc Blanc de l'Ouest, Porc de Bayeux.
- Races menacées d'être perdues : créole de Guadeloupe, Cul Noir Limousin, Gascon, Nustrale, Pie Noir du Pays Basque, Porc Blanc de l'Ouest, Porc de Bayeux.